# Neobockiella robusta
Neobockiella robusta is een mosdiertjessoort uit de familie van de Flustrellidridae. De wetenschappelijke naam van de soort is, als Bockiella robusta, voor het eerst geldig gepubliceerd in 1964 door Cook.